# 查尔斯·马丁·史密斯
查尔斯·马丁·史密斯（英語：Charles Martin Smith，1953年10月30日—）是一名美国电影男演员、编剧和导演。

## 生平

### 早年
他生于加州圣费尔南多谷的Van Nuys。他父亲Frank Smith是一名电影漫画家、动画制作者兼导演，他的叔叔Paul J. Smith也是Walter Lantz Studios公司的动画电影制作者兼导演。他青少年时期在巴黎住了三年，当时他父亲在那里负责一家法国动画工作室的英语部门。他在洛杉矶的 Grover Cleveland High School 读中学。后来考入 California State University, Northridge 学习，获得戏剧专业学士学位。

## 出演的电影
- 1987：《铁面无私》（The Untouchables）

## 执导的电影
- Trick or Treat 1986年
- Fifty/Fifty 1992年
- Boris and Natasha: The Movie 1992年
- Air Bud 1997年
- 極地求生路/The Snow Walker 2003年
- Icon 2005年
- Stone of Destiny 2008年
- 溫特的故事：泳不放棄/Dolphin Tale 2011年 （根据真实事件改编而成）